# Лоачапока (Алабама)
Лоачапока (англ. Loachapoka) — місто (англ. town) в США, в окрузі Лі штату Алабама. Населення — 160 осіб (2020).

## Географія

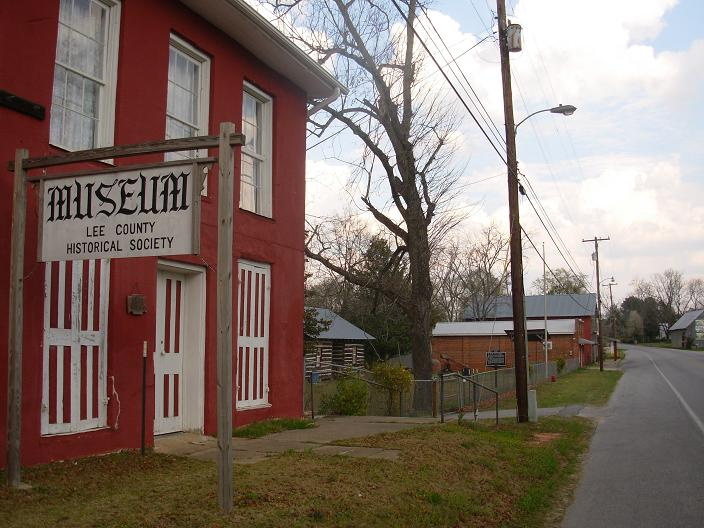
Бакалійний магазин, побудований в 1845 році. Зараз є частиною історичного музею округу Лі

Лоачапока розташована за координатами 32°36′29″ пн. ш. 85°35′55″ зх. д. / 32.60806° пн. ш. 85.59861° зх. д. (32.607946, -85.598479).  За даними Бюро перепису населення США в 2010 році місто мало площу 2,96 км², з яких 2,94 км² — суходіл та 0,02 км² — водойми.

## Демографія

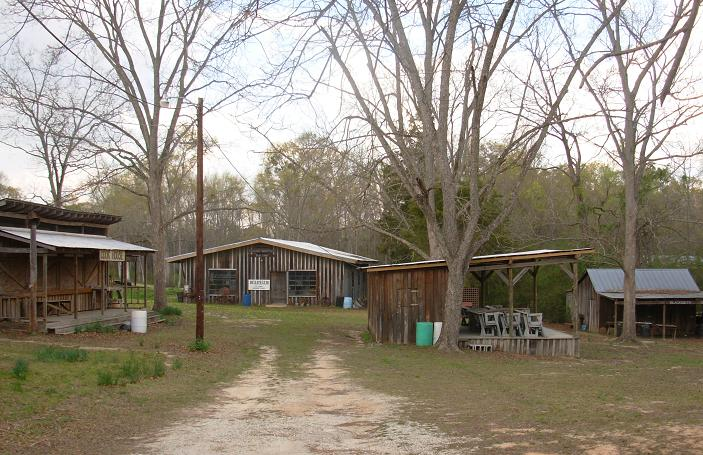
Історичний район Лоачапока

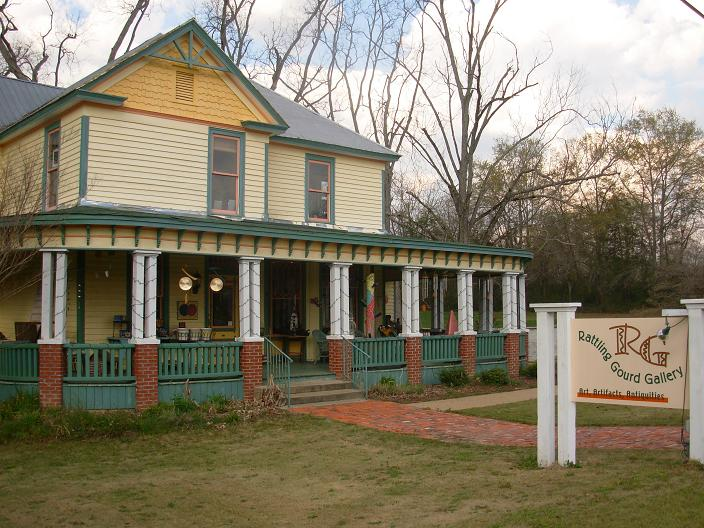
Галерея

Згідно з переписом 2010 року, у місті мешкало 180 осіб у 86 домогосподарствах у складі 47 родин. Густота населення становила 61 особа/км².  Було 106 помешкань (36/км²).
Расовий склад населення:
| - 58,9 % — білих - 37,2 % — чорних або афроамериканців - 2,8 % — азіатів |

До двох чи більше рас належало 1,1 %. Частка іспаномовних становила 1,1 % від усіх жителів.
За віковим діапазоном населення розподілялося таким чином: 16,7 % — особи молодші 18 років, 71,1 % — особи у віці 18—64 років, 12,2 % — особи у віці 65 років та старші. Медіана віку мешканця становила 47,0 року. На 100 осіб жіночої статі у місті припадало 100,0 чоловіків;  на 100 жінок у віці від 18 років та старших — 94,8 чоловіків також старших 18 років.
Середній дохід на одне домашнє господарство  становив 40 821 долар США (медіана — 34 688), а середній дохід на одну сім'ю — 56 418 доларів (медіана — 51 042). За межею бідності перебувало 31,8 % осіб, у тому числі 27,8 % дітей у віці до 18 років та 0,0 % осіб у віці 65 років та старших.
Цивільне працевлаштоване населення становило 88 осіб. Основні галузі зайнятості: освіта, охорона здоров'я та соціальна допомога — 23,9 %, науковці, спеціалісти, менеджери — 14,8 %, будівництво — 12,5 %, мистецтво, розваги та відпочинок — 11,4 %.